# Herrenberg (Erfurt)
Herrenberg, Erfurt-Herrenberg – część miasta Erfurt w Niemczech, w kraju związkowym Turyngia.